# Elva Trill
Elva Trill (* 8. Januar 1991 in County Sligo, Irland) ist eine irische Schauspielerin.

## Leben
Elva Trill wuchs in Ballymote auf.
2010 hatte Trill mit einer Folge in der Fernsehserie Jack Taylor ihr Fernsehdebüt. 2013 hatte sie ihre erste Filmrolle in How to Be Happy. In der Fernsehserie Red Rock spielte sie 2015 erstmals eine durchgehende Rolle. 2023 war Trill in der Fernsehserie Northern Lights zu sehen.
2023 gewann sie den Award of Excellence für The Hurler: A Campion’s Tale.

## Filmografie
- 2010: Jack Taylor (Fernsehserie, Folge 3x01)
- 2013: How to Be Happy
- 2013: Ripper Street (Fernsehserie, Folge 2x02)
- 2014: Play Next Door (Fernsehserie, Folge 1x03)
- 2015: Ctrl Web Series (Fernsehserie)
- 2015: Red Rock (Fernsehserie, 2 Folgen)
- 2015: Cherry Tree
- 2016: Broer
- 2016: Rebellion (Miniserie, Folge 1x05)
- 2016: Ein verborgenes Leben – The Secret Scripture (The Secret Scripture)
- 2016: Wilkinson Feat. Karen Harding: Sweet Lies
- 2016: Crone Wood
- 2016: Rising/Falling
- 2017: Line of Duty (Fernsehserie, 3 Folgen)
- 2017: Maze – Ein genialer Ausbruch (Maze)
- 2017: Soulsmith
- 2017–2018: Striking Out (Fernsehserie, 4 Folgen)
- 2018: Royal Matchmaker – Die königliche Heiratsvermittlerin (Royal Matchmaker, Fernsehfilm)
- 2019: Animals
- 2022: Starstruck (Fernsehserie, 2 Folgen)
- 2022: Jurassic World: Ein neues Zeitalter (Jurassic World Dominion)
- 2022: The Hotel Haunting (The Ghosts of Monday)
- 2023: Wait for Me
- 2023: Billie’s Magic World
- 2023: The Hurler: A Campion’s Tale
- 2023: Northern Lights (Fernsehserie, 6 Folgen)
- 2024: The Boy That Never Was (Fernsehserie, Folge 1x01)